# Kinks-Size
Albums de The Kinks
You Really Got Me
(1964) Kinda Kinks
(1965)
Kinks-Size est un album des Kinks sorti en 1965, uniquement aux États-Unis.
Suivant une pratique courante de l'époque, Reprise Records, le label américain du groupe, assemble cet album de dix titres à partir de diverses sources. Quatre chansons proviennent de l'EP Kinksize Session (Louie Louie, I've Got That Feeling, Things Are Getting Better et I Gotta Go Now). Revenge et I'm a Lover Not a Fighter sont issues du premier album du groupe, Kinks ; elles avaient été écartées de la version américaine de cet album. Enfin, l'album inclut les singles à succès All Day and All of the Night et Tired of Waiting for You avec leurs faces B respectives, I Gotta Move et Come On Now.

## Titres
Toutes les chansons sont de Ray Davies, sauf mention contraire.

### Face 1
1. Tired of Waiting for You – 2:32
2. Louie Louie (Richard Berry) – 2:55
3. I've Got That Feeling – 2:41
4. Revenge (Ray Davies, Larry Page) – 1:29
5. I Gotta Move – 2:21

### Face 2
1. Things are Getting Better – 1:50
2. I Gotta Go Now – 2:50
3. I'm a Lover Not a Fighter (Miller) – 2:03
4. Come On Now – 1:49
5. All Day and All of the Night – 2:24